# Bob az 1980. évi téli olimpiai játékokon
Az 1980. évi téli olimpiai játékokon a bob versenyszámait  Lake Placidban rendezték meg február 15. és 24. között. Két versenyszámban osztottak érmeket.

## Éremtáblázat
(Az egyes számoszlopok legmagasabb értéke, vagy értékei vastagítással kiemelve.)
| Az 1980. évi téli olimpiai játékok éremtáblázata bobban | Az 1980. évi téli olimpiai játékok éremtáblázata bobban | Az 1980. évi téli olimpiai játékok éremtáblázata bobban | Az 1980. évi téli olimpiai játékok éremtáblázata bobban | Az 1980. évi téli olimpiai játékok éremtáblázata bobban | Olimpia  |
| ------------------------------------------------------- | ------------------------------------------------------- | ------------------------------------------------------- | ------------------------------------------------------- | ------------------------------------------------------- | -------- |
|                                                         | Ország                                                  | Arany                                                   | Ezüst                                                   | Bronz                                                   | Összesen |
| 1.                                                      | NSZK (FRG)                                              | 1                                                       | 1                                                       | 2                                                       | 4        |
| 2.                                                      | Svájc (SUI)                                             | 1                                                       | 1                                                       | 0                                                       | 2        |
|                                                         |                                                         |                                                         |                                                         |                                                         |          |
| Összesen                                                | Összesen                                                | 2                                                       | 2                                                       | 2                                                       | 6        |

## Érmesek
| Az 1980. évi téli olimpiai játékok érmesei bobban |                                                                                            |         |                                                                     |         |                                                                               |         |
| Versenyszám                                       | Arany                                                                                      | Arany   | Ezüst                                                               | Ezüst   | Bronz                                                                         | Bronz   |
| Kettes                                            | Svájc (SUI) · Erich Schärer · Sepp Benz                                                    | 4:09,36 | NDK (GDR) · Bernhard Germeshausen · Hans-Jürgen Gerhardt            | 4:10,93 | NDK (GDR) · Meinhard Nehmer · Bogdan Musiol                                   | 4:11,08 |
| Négyes                                            | NDK (GDR) · Meinhard Nehmer · Bernhard Germeshausen · Bogdan Musiol · Hans-Jürgen Gerhardt | 3:59,92 | Svájc (SUI) · Erich Schärer · Ueli Bächli · Ruedi Marti · Sepp Benz | 4:00,87 | NDK (GDR) · Horst Schönau · Roland Wetzig · Detlef Richter · Andreas Kirchner | 4:00,97 |